# George Lemuel Woods
George Lemuel Woods, född 30 juli 1832 i Boone County, Missouri, död 7 januari 1890 i Portland, Oregon, var en amerikansk republikansk politiker. Han var guvernör i Oregon 1866–1870 och guvernör i Utahterritoriet 1871–1875.
Woods grävde efter guld i Kalifornien och i Oregonterritoriet. Därefter studerade han juridik och arbetade som advokat i Washingtonterritoriet samt i Oregonterritoriet. Han var en av grundarna av Republikanska partiet i Oregon.
Woods efterträdde 1866 A.C. Gibbs som Oregons guvernör och efterträddes 1870 av La Fayette Grover. År 1871 efterträdde han sedan Vernon H. Vaughan som guvernör i Utahterritoriet och efterträddes 1875 av Samuel Beach Axtell. Woods avled 1890 och gravsattes i Portland. Han var av skotsk härkomst.